# Syndicat des pompiers et pompières du Québec
Le Syndicat des pompiers et pompières du Québec (SPQ) est une organisation syndicale québécoise représentant plus de 3 800 pompiers et pompières répartis dans plus de 120 municipalités à travers la province. Le SPQ est affilié à la Fédération des travailleurs et travailleuses du Québec (FTQ).
Fondé en 1945 sous le nom de Syndicat des pompiers du Québec, le SPQ a pour mission de défendre les intérêts professionnels, sociaux et économiques de ses membres. Le 17 mai 2023, l’organisation a adopté une nouvelle identité en devenant le Conseil provincial du secteur incendie SPQ-SCFP, devenant ainsi le 12e secteur du Syndicat canadien de la fonction publique – Québec (SCFP-Québec).